# Décès en 1287
Décès
- 1283
- 1284
- 1285
- 1286
- 1287
- 1288
- 1289
- 1290
- 1291

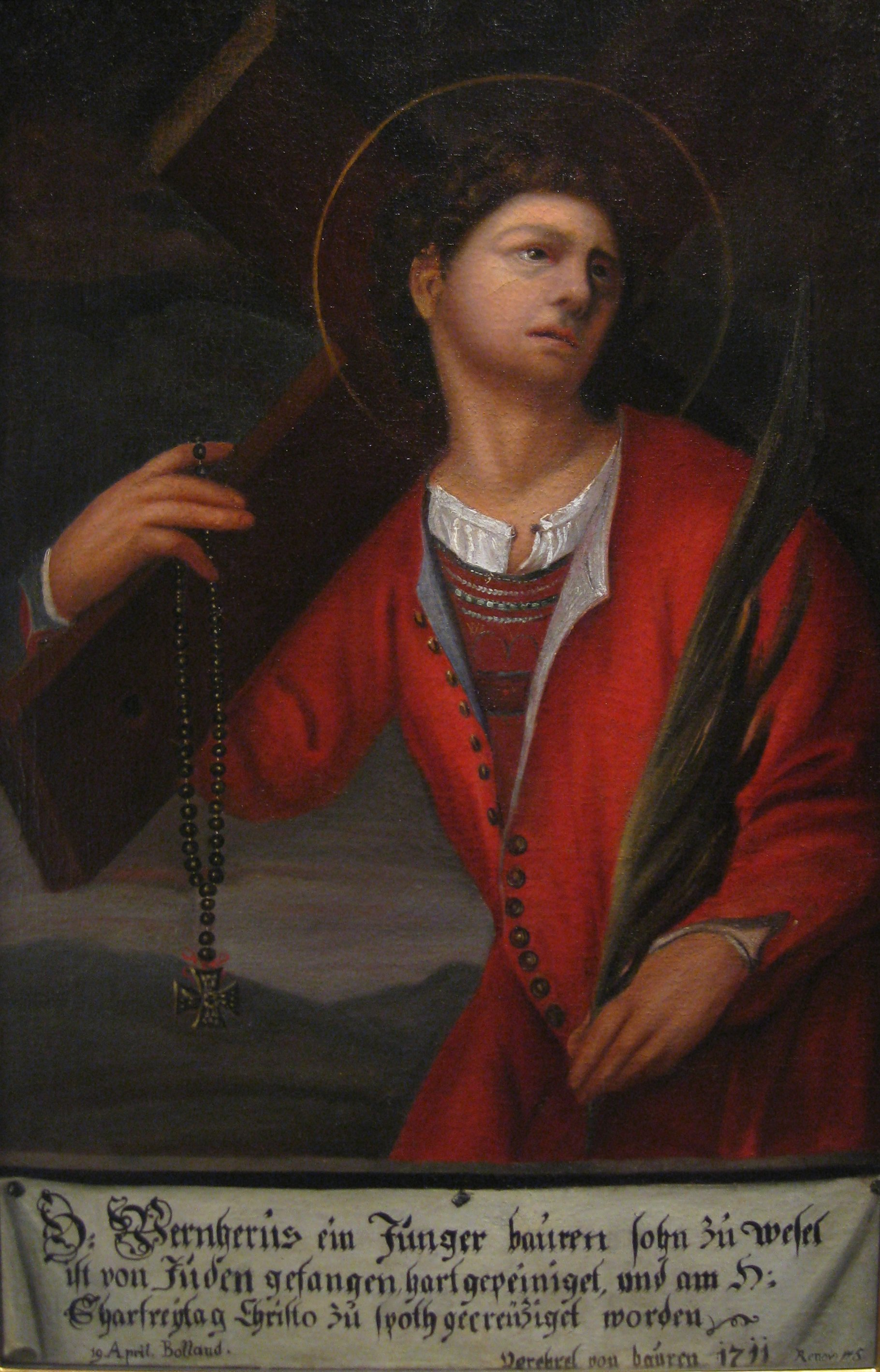
Vernier d'Oberwesel, mort en 1287.

Cette page dresse une liste de personnalités mortes au cours de l'année 1287 :
- janvier : Robert de Genève, évêque de Genève.
- avant le 3 avril : Goffredo da Alatri, cardinal italien.
- 3 avril : Honorius IV, pape.
- 8 avril : Conte Casate, cardinal italien.
- juillet : Balbân, sultan de Delhi[1].
- 27 juillet : Hugh of Evesham, cardinal anglais.
- 13 août : Hōjō Shigetoki, du clan Hōjō, septième rensho (assistant du shikken).
- 21 août : Gedefroy de Bar, cardinal français.
- 31 août : Konrad von Würzburg, poète allemand.
- 8 septembre : Giordano Orsini, cardinal italien.
- 15 septembre : Gervais Jeancolet de Clinchamp, cardinal français.
- 19 octobre : Bohémond VII de Tripoli, comte de Tripoli et prince titulaire d'Antioche.
- décembre : Narathihapati, onzième et dernier grand souverain du Royaume de Pagan, en Birmanie.
- 13 novembre : Berthold von Sternberg, évêque de Wurtzbourg.
- 24 décembre : Dharmapala Raksita, chef des Sakyapa, une école du bouddhisme tibétain.

- Siemomysl d’Inowrocław, duc d’Inowrocław.
- Adam de la Halle à Naples, trouvère qui avait suivi le comte d’Artois (ou 1306 à Arras)[2].
- Guillaume Ier de La Roche, duc d'Athènes.
- Nicolas Donin de La Rochelle, frère de l'ordre franciscain.
- Narathihapati, dernier grand souverain du royaume de Pagan (dans l'actuelle Birmanie).
- Prijezda Ier, ban de Bosnie et vassal du Royaume de Hongrie.
- Siemomysl d’Inowrocław, prince polonais.
- Vernier d'Oberwesel, saint patron des vignerons.

date incertaine (vers 1287)
- Ghiyâs ud-Dîn Balbân, sultan de Delhi de la dynastie des esclaves.
- Bernard Ier d'Anhalt-Bernbourg, prince d'Anhalt-Bernbourg.
- Agnès de Bourbon, ou Agnès de Dampierre, dame de Bourbon.

## Crédit d'auteurs
- Cet article est partiellement ou en totalité issu de l'article intitulé « 1287 » (voir la liste des auteurs).